# Бе-бе-уве-а (стадион)
«Эста̀дио Бе-бе-у̀ве-а» (исп. Estadio BBVA) — футбольный стадион, расположенный в Гуадалупе в мексиканском штате Нуэво-Леон. «Эста̀дио Бе-бе-у̀ве-а Ба́нкомер» (исп. Estadio BBVA Bancomer) был построен для футбольного клуба «Монтеррей» на замену «Эстадио Текнолохико», где «Монтеррей» проводил свои матчи в течение 63 лет, предшествовавших открытию новой арены. Стадион был открыт 2 августа 2015 года матчем между «Монтерреем» и лиссабонской «Бенфикой» в рамках розыгрыша Кубка Эусебио, в котором победил «Монтеррей» со счётом 3:0. Строительство стадиона обошлось в 200 млн долларов. 10 июня 2019 года в рамках глобальной унификации бренда BBVA стадион был переименован в «Эстадио Бе-бе-уве-а».
На стадионе пройдут матчи чемпионата мира по футболу 2026 года.

## Галерея

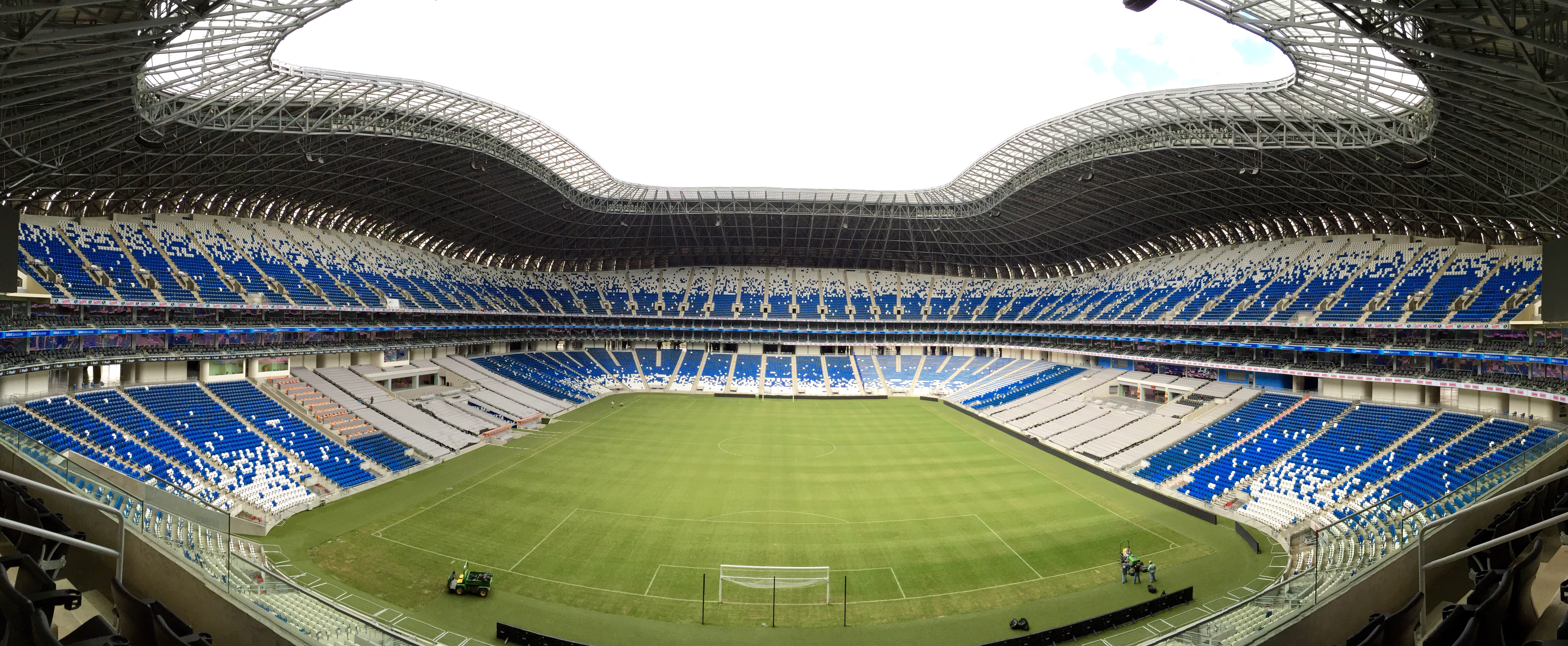
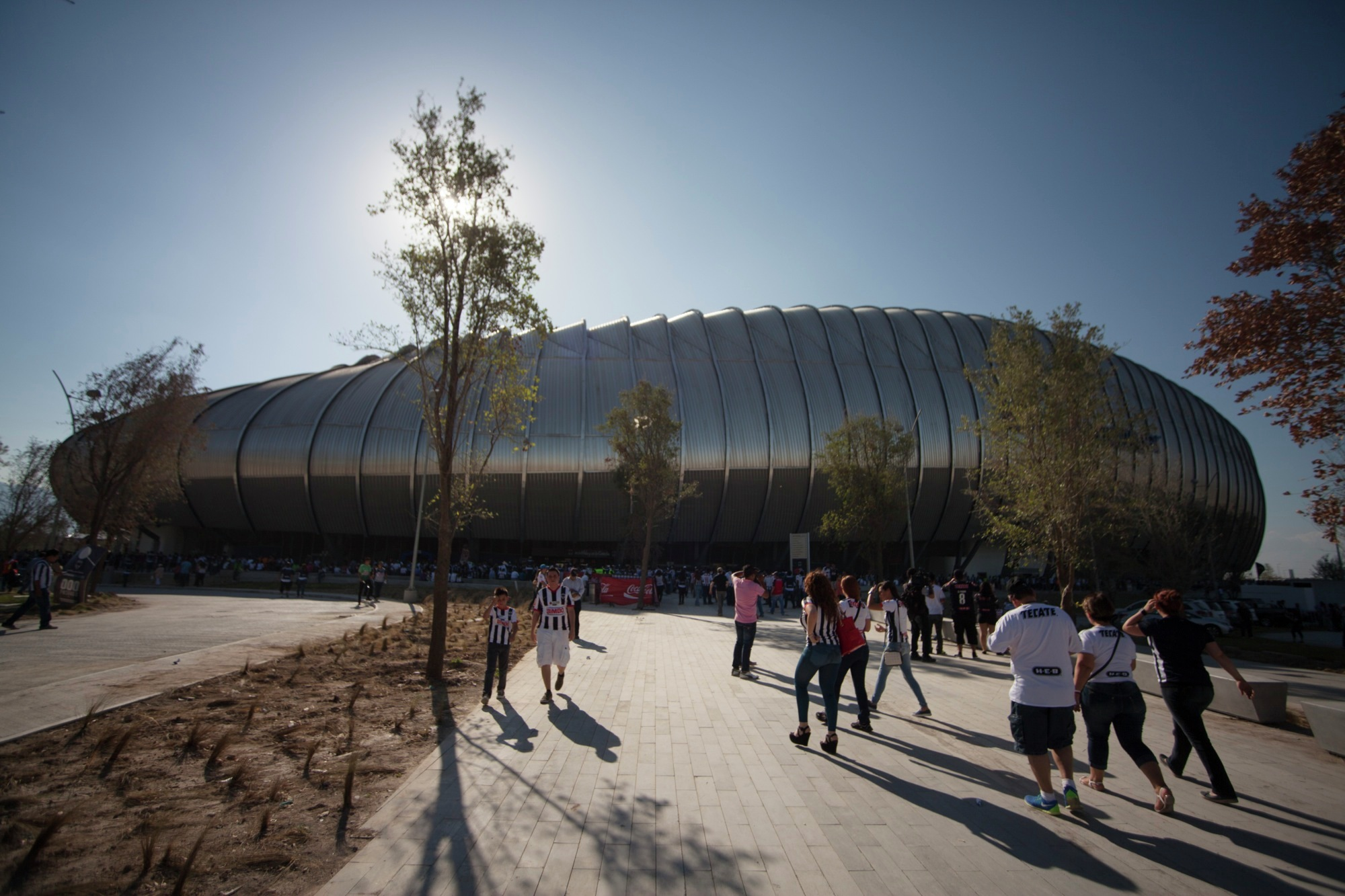